# Dictionnaire historique des rues de Paris
Le Dictionnaire historique des rues de Paris, fruit de nombreuses années de travail de l'historien spécialiste de Paris, Jacques Hillairet, recense et présente l'historique de 5 334 rues de la ville en deux volumes et 2 343 illustrations.

## Éditions successives
Cet ouvrage, dont la première édition est publiée en 1960 aux Éditions de minuit, est régulièrement réédité et remis à jour depuis 1963. Il continue, à partir de 1972, à être actualisé par Pascal Payen-Appenzeller, pour en être à sa 11e édition en 2004.

## Distinction
Ce dictionnaire a reçu le grand prix Histoire de l'Académie française.

## Sources
Jacques Hillairet cite ses sources, dont le Dictionnaire administratif et historique des rues de Paris et de ses monuments de Louis et Félix Lazare, dont la première édition remonte à 1844, et Histoire de Paris rue par rue, maison par maison de Charles Lefeuve, rédigé à partir de 1863.